# Карло Перетті
Карло Перетті (італ. Carlo Peretti, 5 березня 1930 — 1 червня 2018) — італійський ватерполіст.
Бронзовий призер Олімпійських Ігор 1952 року.